# Сипиля, Элис
Элис Эсаяс Сипиля (фин. Elis Esaias Sipilä; 27 октября 1887, Теува, Вазаская губерния — 13 декабря 1958, Хельсинки) — финский гимнаст, бронзовый призёр летних Олимпийских игр 1908 года.
На Играх 1908 года в Лондоне Сипиля участвовал только в командном первенстве, в котором его сборная заняла третье место.